# 傳統性愛
傳統性愛（conventional sex）或香草性愛（vanilla sex）在西方文化是指部份族群或次文化中認為最泛用的人类性行为，一般是指不包含BDSM或恋物癖等的性行为。

## 描述
西方所謂傳統性愛（conventional sex）是指部份族群或次文化中描述最泛用的性愛行為。在異性戀的西方文化中，可能指正常體位的性行為，也可能是指BDSM或恋物癖等的插入式性行为。
在英國醫學期刊中將同性伴侶之間的傳統性愛定義為「沒有超過插入式性行为、相互抚慰、口交及肛交範圍以外的性行為」。除了相互抚慰外，同性伴侶的非插入式性行为有股間性爱、陰莖摩擦及交叉体位，不過交叉体位視為女同志中常見但不常被討論的性行为。

## 香草性愛
用香草性愛（vanilla sex）來表示傳統性愛的原因，是因為香草冰淇淋是冰淇淋中最常見的口味，因此用這個來描述平凡或傳統性性愛。若性關係中只有一方體驗過較不傳統的性愛，另一方可能會稱為是「香草性伴侶」（vanilla partner）。
有些香草性伴侶和另一方探索其他的性行為後，可能會發現其性行為的新面向，但有一些人而言，這不一定是正向的經歷，他們可能還是在插入式性行為中較容易得到滿足。